# Бюллан, Жан
Жан Бюллан (фр. Jean Bullant; ок. 1515, Амьен — 13 октября 1578, Экуан) — архитектор французского Ренессанса. Наряду с Пьером Леско и Филибером Делормом является одним из основателей нового ренессансного метода и классицистического языка, который сформировал французскую архитектуру XVI—XVIII веков. Известен также в качестве теоретика архитектуры. В отличие от архитектора Жана Бюллана, работавшего в Амьене в начале XVI века, был прозван Бюлланом Вторым. В этом же городе в конце XVI века был известен архитектор Бюллан Третий.

## Биография
Жан Бюллан в 1535—1537 годах учился архитектурному ремеслу в Риме, затем вернулся во Францию, был гугенотом. Поступил на службу к коннетаблю Анн де Монморанси и по его поручению строил замки в Фер-ан-Тарденуа (1537—1540), Экуане (1540—1553) и Малый дворец в усадьбе коннетабля в Шантийи (ок. 1560).
В 1557 году он был назначен «Контролёром королевских построек» (Contrôleur des bâtiments du roi). Попав в немилость после смерти короля Генриха II в 1559 году, Бюллан лишь в 1570 году был снова призван ко двору. После смерти коннетабля в 1567 году Жан Бюллан выполнял поручения вдовствующей королевы Екатерины Медичи. Он продолжил постройку дворца Тюильри после смерти Филибера Делорма (1570), построив так называемый «Дворец Королевы», известный как Отель де Суассон (1572; снесён в 1748 году), от которого осталась только «колонна Медичи».
Жан Бюллан продолжил текущие работы в Тюильри. В должности королевского архитектора в 1571—1578 годах он руководил строительством сооружений в Фонтенбло, Сен-Дени и других. Около 1576 года он взял на себя заботы по расширению замков Шенонсо и Шамбор. В Шенонсо он построил галерею, перекинутую через реку на арках (1576—1577).

## Вклад в теорию и практику французской архитектуры
Бюллан умел сочетать архитектурные элементы итальянского Возрождения с национальными особенностями искусства Франции. Его архитектура вдохновлена как итальянскими палаццо, так и французскими замками. Во второй половине XVI века искусство французского Ренессанса, главным образом, в творчестве художников Фонтенбло, перерастало в маньеризм, выразителем этой эстетики и стал Жан Бюллан.
К написанию трактатов обратился в 1560-е годы в период нахождения в опале, последовавшей после смерти короля Генриха II в 1559 году. Его трактат по архитектуре «Общее архитектурное правило о пяти стилях колонн» (La Règle générale d’architecture des cinq manières de colonnes — à l’exemple de l’antique suivant les reigles de Virtruve, 1563), в котором излагается правило пяти ордеров архитектуры Витрувия применительно к французским традициям, был опубликован в Париже в 1564 и 1568 годах. Бюллан был также автором трактатов, связывающих теорию с практикой, по геометрии для мастеров-строителей: «Сборник орологиографии, содержащий описание, изготовление и использование солнечных часов…» (Recueil d’horlogiographie, contenant la description, fabrication et usage des horloges solaires… 1561), «Небольшой трактат по практической геометрии и орологиографии» (Petit Traicté de géometrie et horologiography pratique, 1562).
- Общий вид замка Экуан. Офорт
- Южное крыло замка Экуан. Внутренний двор
- Портал замка. Проект. Ок. 1580 г.
- Камин в апартаментах Анн де Монморанси в замке Экуан. Ок. 1550 г.
- Камин в спальне королевы в замке Экуан